# Jedlí
Jedlí (en allemand : Jedl) est une commune du district de Šumperk, dans la région d'Olomouc, en Tchéquie. Sa population s'élevait à 670 habitants en 2023.

## Géographie
Jedlí se trouve à 4 km au sud-est de Štíty, à 8 km au nord-ouest de Zábřeh, à 14 km à l'ouest-sud-ouest de Šumperk, à 50 km au nord-ouest d'Olomouc et à 170 km à l'est de Prague.

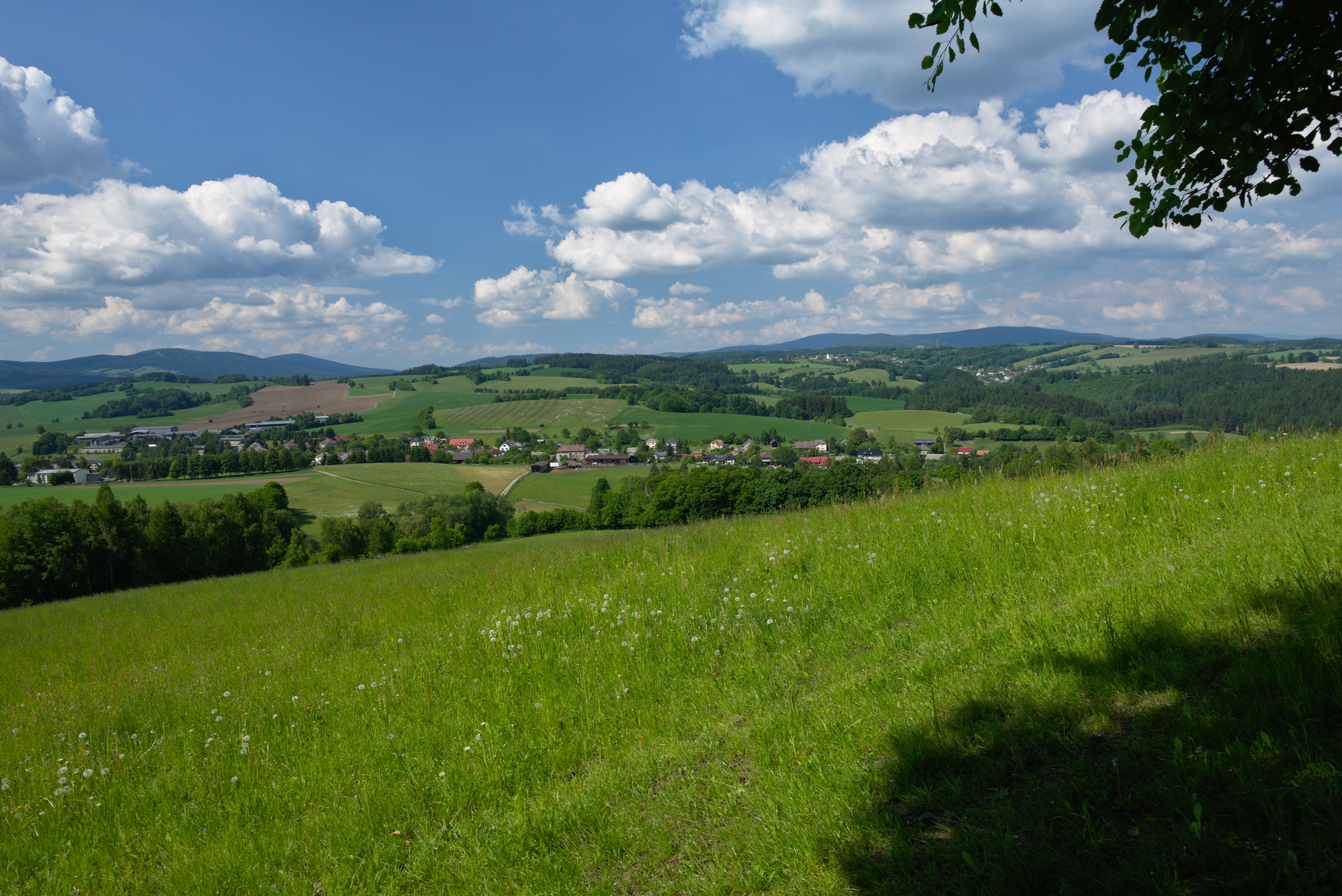
Jedlí : vue générale.

La commune est limitée par Štíty l'ouest et au nord, par Horní Studénky et Svébohov à l'est, par Zábřeh au sud et par Drozdov au sud-ouest.

## Histoire
La première trace écrite du village date de 1351.

## Patrimoine
- Église Saint-Jean-Baptiste : édifice baroque tardif de 1782-1786
- Métairie (no 101) : ferme de 1834, conservant les décorations en stuc de son frontispice
- Calvaire (sortie du village) : réalisation populaire de 1834
- Colonne de la Sainte-Trinité (sur le chemin de Drozdov) : sculpture en grès de 1773
- Pierre tombale de la famille Wachler (cimetière) : pierre Empire de 1819
- Monument commémoratif des victimes du nazisme (cimetière) : tombe de cinq résistants
- Monument en la mémoire de J. Philip, V. Juránek et M. Pavlik (route principale) : résistants exécutés, monument de 1950
- Monument des maquisards de Drozdovská Pila (à 2 km de Drozdov) : marque l'endroit où est tombé en 1944 l’enseignant de Zábřeh, John Hajecek

## Transports
Par la route, Jedlí se trouve à 10 km de Zábřeh, à 19 km de Šumperk, à 58 km d'Olomouc et à 216 km de Prague.